# أبحاث حرب مبيدات الأعشاب في الولايات المتحدة
أبحاث حرب مبيدات الأعشاب في الولايات المتحدة هي الأبحاث التي أجراها الجيش الأمريكي خلال الحرب العالمية الثانية لتطوير أسلحة كيماوية تعتمد على مبيدات الأعشاب، وتهدف إلى تدمير المحاصيل الغذائية للدول المعادية. استمرت أبحاث الولايات المتحدة الأمريكية لحرب مبيدات الأعشاب بعد نهاية الحرب العالمية الثانية، وأجري المزيد منها خلال الحرب الكورية ثم تضاءل بعد ذلك اهتمام القادة العسكريين الأمريكيين قبل أن تسمح زيادة الميزانية بإجراء مزيد من الأبحاث خلال حرب فيتنام المبكرة، وقد تُوجت هذه الأبحاث ببرنامج تساقط الأوراق العسكري الأمريكي الذي طّور خلال حرب فيتنام، والمعروف باسم عملية رانش هاند.

## خلال الحرب العالمية الثانية
بدأت قوات الحلفاء خلال الحرب العالمية الثانية أبحاثًا كان الهدف منها هو استخدام عوامل كيميائية أو بيولوجية لتدمير محاصيل الأرز اليابانية. وفي عام 1945 تضرر محصول الأرز الياباني بشدة نتيجة تفشي مرض انفجار الأرز، وتزامن تفشي المرض بالإضافة إلى المرض الذي أصاب محصول بطاطس آخر في ألمانيا مع أبحاث الحلفاء السرية في هذه المناطق. أدى توقيت هذه الفاشيات المتزامن مع الأبحاث إلى نشوء تكهنات مستمرة حول وجود صلة بين أبحاث الحلفاء الكيميائية والبيولوجية وبين تضرر المحاصيل اليابانية والألمانية، ولكن لم تثبت هذه الشائعات مطلقًا، وكان من الممكن أن يحدث تفشي الأمراض بشكل طبيعي. أشار تقرير صادر عن وزارة الدفاع الأمريكية إلى أنه "بالإضافة إلى توفر الكثير من البيانات حول التجارب اليابانية التي أجريت على الحيوانات والمحاصيل الغذائية، إلى جانب نتائج التجارب البشرية.

## خلال الحرب الباردة

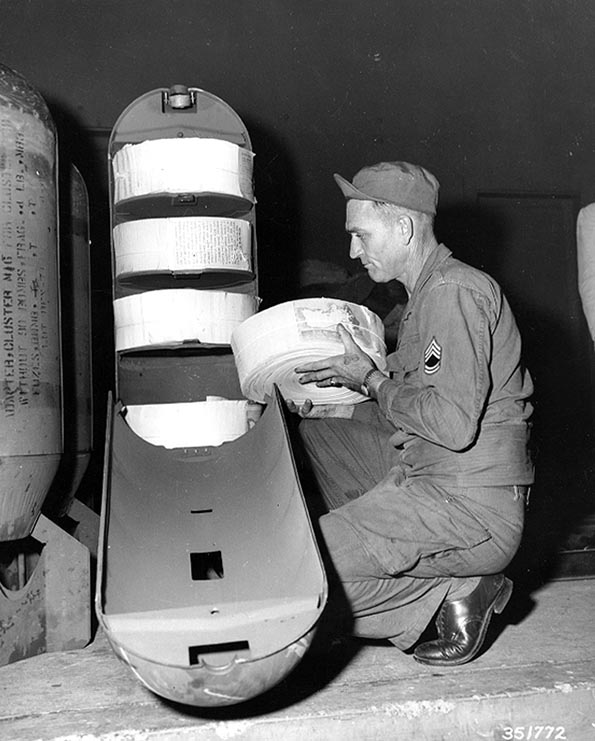
كانت القنبلة إم-115 المضادة للمحاصيل، والمعروفة أيضًا باسم قنبلة الريش أو القنبلة إي73 عبارة عن قنبلة عنقودية بيولوجية مصممة لإطلاق العامل تي إكس للفطريات التي تصيب محاصيل القمح بمرض صدأ ساق القمح.

واصل كيميائيو القوات المسلحة الأمريكية في منتصف خمسينيات القرن العشرين أبحاثهم لإيجاد عوامل مضادة للمحاصيل بإمكانها تدمير المحاصيل الغذائية والاقتصادية للدول المعادية في زمن الحرب كجزء من برامج أبحاث الحرب الكيميائية والبيولوجية السرية التي بدأت خلال الحرب العالمية الثانية، وتوصلت هذه الأبحاث إلى توحيد العديد من العوامل الكيميائية والبيولوجية المضادة للمحاصيل. ساهم الدكتور هنري فريبورغ الأستاذ الفخري السابق في بيئة المحاصيل العلفية بقسم علوم النبات بجامعة تينيسي أثناء عمله كعالم بالجيش الأمريكي في منتصف خمسينيات القرن العشرين في تطوير أكثر تقنيات التشتيت كفاءة لمبيدات الأعشاب وأبواغ الفطريات المضادة للمحاصيل في مختبرات فورت ديتريك التابع للقوات الأمريكية، وفي الاختبارات الميدانية التي أجريت في ولايات داكوتا الجنوبية، وتكساس، وفلوريدا. وفقًا لما قاله الدكتور فريبورغ فقد كانت الفكرة السائدة في تلك الأيام أن محاصيل العدو يمكن أن تُقتل وأن هذه الطريقة قد تكون أكثر إنسانية لكسب الحرب من استخدام القنابل الذرية. توقفت أبحاث وبرامج تطوير العوامل المضادة للمحاصيل في عام 1957 عندما وجد الجيش الأمريكي أنه ليس لديه أموال تسمح لمواصلة هذه الأبحاث. ولكن على الرغم من إلغاء برنامج مكافحة المحاصيل تدريجياً، استمرت المختبرات الكيميائية للقوات المسلحة الأمريكية في إنتاج العامل الجديد بموجب تدبير الاستعداد الصناعي الذي سمح بإنتاج المختبر للعامل لزيادة القدرة الإنتاجية المحدودة، واختبار مدى كفاية العامل ضد الأصناف الموجودة، ولتحديد مدى فاعليته من خلال الاختبارات الميدانية واسعة النطاق.

## مبيدات الأعشاب المضادة للمحاصيل
وجدت الأبحاث أنّ مبيدات الأعشاب التي تحتوي على أحماض فينوكسي الأسيتيك كانت فعالة في تقليل إنتاجية المحاصيل. أنتجت شركة أولين ماثيسون إسترات هذه المركبات ومن ثم خضعت لبرنامج اختبار فورت ديتريك التابع للقوات الأمريكية. وفي عام 1958، تبنى الجيش الأمريكي المادة الكيميائية بوتيل-2-كلورو-4-فلورو فينوكسي الأسيتات كعامل كيميائي قياسي فعال ضد محاصيل الأرز. كما حدد الجيش الأمريمي عواملًا أخرى مثل العامل ثنائي كلوروفينوكسي حمض الأسيتيك (2،4-D) وثلاثي كلوروفينوكسي حمض الأسيتيك (2،4،5-T) كعوامل مضادة للمحاصيل. في عام 1963، دُمج كلا العاملان LNA وLNB لصنع عامل جديد مضاد للمحاصيل، والذي كان يُعرف أيضًا باسم العامل البرتقالي.

### المسقطات
استخدم الاختبار المحدود لأنظمة توصيل الرش الجوي خلال الحرب العالمية الثانية فقط في العديد من الجزر الاستوائية التي تسيطر عليها اليابان لتحديد نقاط للملاحة ولقتل أوراق الشجر في الجزر الكثيفة. لم تطبق مبيدات الأعشاب باستخدام أنظمة توصيل المواد الكيميائية الجوية بشكل منهجي في مسرح المحيط الهادئ خلال الحرب على الرغم من توفر معدات الرش. وإلى العمل المنجز في مجال أبحاث مكافحة المحاصيل، عمل الجيش الأمريكي على تسريع برنامج فحص المواد الكيميائية المسقطة بشكل كبير في ستينيات القرن العشرين، فكانت عقود تخليق واختبار ألف مادة كيميائية مسكرة قيد المفاوضات خلال السنة المالية 1962، وفُحص ما يقرب من 1600 مركب كيميائي منذ يوليو 1961 مع إدخال نتائج هذه الفحوص والاختبارات في نظام حاسوبي عُرف باسم ريمنغتون راند، ومن بين هذه المركبات البالغ عددها 1600 مركب كيميائي أظهر 100 مركب نشاط تقطير، بينما أظهر 300 مركب آخر تأثيرًا مبيدًا للأعشاب في عملية تساقط الأوراق الأولية.

## انفجار الأرز
صُنف فطر انفجار الأرز في مارس 1958 كعامل قياسي لمكافحة المحاصيل وأحد الأسلحة البيولوجية. وأجرى الجيش الأمريكي الأبحاث على الفطر المسبب لمرض انفجار الأرز بشكل كافٍ لضمان وجود الكائن الحي في ترسانة أسلحته البيولوجية. عُرف العامل المسبب لانفجار الأرز بالعامل المضاد للمحاصيل إل إكس، وأنتجت أبواغ فطر انفجار الأرز خلال هذه الفترة الزمنية بموجب عقد مُبرم مع شركة تشارلز فايزر، وشُحنت الأبواغ إلى مختبرات فورت ديتريك للتصنيف والتجفيف والتخزين.
أعادت القوات الجوية الأمريكية والجيش الأمريكي تطوير أبحاث الأسلحة البيولوجية الزراعية في أوائل ستينيات القرن العشرين، وازداد اهتمام العسكرين والمسؤولين الحكوميين بهذا المجال بداية من السنة المالية 1962، وسعوا للحصول على المشورة الفنية بشأن إجراء أنشطة إزالة الأوراق ومكافحة المحاصيل في منطقة جنوب شرق آسيا. ومن ثم استكملت الاختبارات الميدانية والبحوث التي تتعلق بعامل مرض انفجار الأرز، وهو فطر طفيلي يكون على شكل مغزل من الأرز يسبب المرض المدمر للنبات، والمعروف باسم انفجار الأرز. يتسبب مرض انفجار الأرز في ظهور آفات على النبات مما يهدد المحصول بالتلف. تستطيع فطريات انفجار الأرز أن تدمر ما يكفي من الأرز لغذاء 60 مليون شخص سنويًا. توصّل الباحثون لمعرفة عدد من السلالات لهذه الفطريات والعوامل الممرضة لمحاصيل الأرز، وقد خطط الجيش الأمريكي لاستخدام مزيج من الأجناس كعامل جديد.
استمرت الأبحاث خلال عام 1960 حول العوامل المضادة للمحاصيل بالوتيرة التي تمليها الموارد المحدودة المتاحة فبدأت الاختبارات الميدانية لمرض صدأ الساق للقمح والأرز في عدة ولايات في وسط غرب وجنوب الولايات المتحدة وفي جزر أوكيناوا اليابانية، وحققت نجاحًا جزئيًا وتراكمًا مفيدًا للبيانات. أدت نتائج الأبحاث التي أجريت بالتعاون ما بين قسم المحاصيل في مختبرات فورت ديتريك، ومديرية البحوث البيولوجية، وقسم الرياضيات الحيوية، ومديرية الخدمات الفنية على فطر الأرز إلى جانب التجارب الميدانية والمختبرية التي أجريت في أوكيناوا وفلوريدا إلى زيادة المعرفة المطلوبة لاستخدام هذا المرض كسلاح استراتيجي للحرب وللحد من الإمدادات الغذائية للعدو. كان محور هذا البحث هو الببحث عن مصادر اللقاح والحد الأدنى المطلوب للتسبب في المرض، ومدى انتشار الأبواغ، والظروف الجوية وغيرها من الظروف المطلوبة لتأسيس العدوى وتراكم المرض وانتشاره، وتقليل إنتاجية المحاصيل، وتدابير السيطرة، والقدرة الحالية على التنبؤ بفاشيات المرض والتراكم والخسائر الناتجة.
كشفت الوثائق الأمريكية التي تعود إلى الفترة ما بين عامي 1961 و1962 أن اختبار عامل تفجير الأرز العسكري في أوكيناوا قد أجري أكثر من اثنتي عشرة مرة من خلال نشر فطر انفجار الأرز على حقول الأرز لتحديد كيفية تأثير العامل الممرض على إنتاج محصول الأرز. وتضمنت مواقع اختبار مشروع أوكيناوا بلدتي ناغو وشوري اليابانيتين، وارتبطت مباشرة بأبحاث مماثلة أجرتها القوات الجوية في نطاق مدينة أفون بارك بالقرب من مدينة سيبرينغ، وفي ولايات فلوريدا، وتكساس، ولويزيانا. كما كشفت وثائق الجيش الأمريكي أيضًا أنه أثناء الاختبار الميداني البيولوجي لفطر انفجار الأرز استخدم الجيش الأمريكي منفضة قزم لإطلاق اللقاح بجانب الحقول في أوكيناوا وتايوان، وأخذت القياسات المتعلقة بفاعلية العامل ضد محصول الأرز.
تناول البحث الدولي حول السلالات المسببة للأمراض في عام 1962 مرض انفجار الأرز كمشروع مدته ثلاث سنوات بدءًا من عام 1963 حيث تم التعاون في البحث العلمي بالتنسيق بين حكومتي الولايات المتحدة الأمريكية واليابان. كما بدأت سلسلة أبحاث جديدة لإيجاد العامل الممرض المناسب للاستخدام ضد نبات خشخاش الأفيون في الربع الثالث من العام المالي 1962.

## صدأ ساق القمح

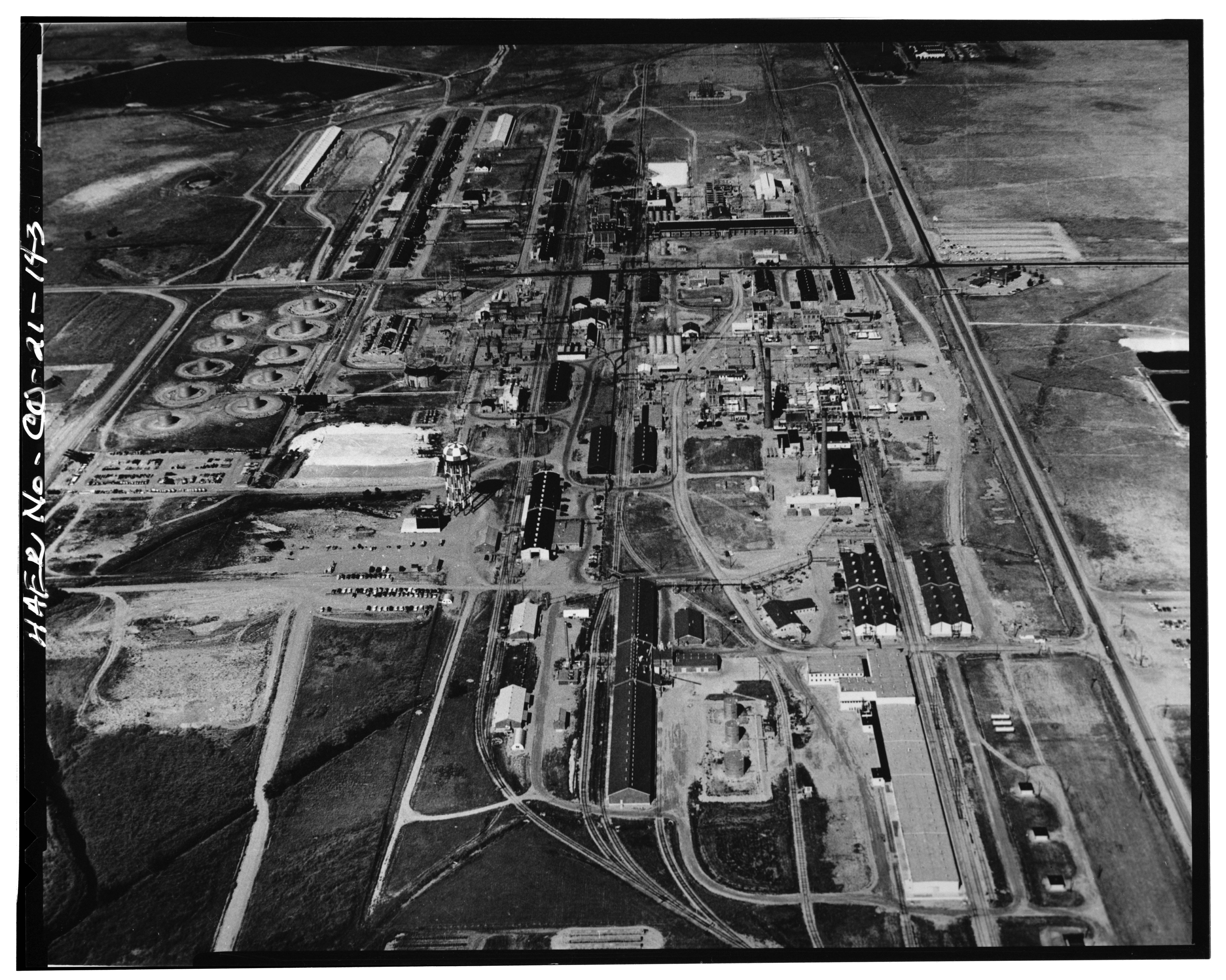
مصنع ترسانة جبال روكي الجنوبي حوالي عام 1970

استمر برنامج وزارة الدفاع الأمريكية للفحص المعتاد للعوامل الكيميائية المضادة للمحاصيل، وفحص العامل الممرض المسبب لصدأ ساق القمح. رافقت هذا التطور زيادة تدريجية في نطاق بقية برنامج مكافحة المحاصيل، فأسفرت تجارب البيوت الزجاجية واسعة النطاق على صدأ الساق للقمح عن معلومات مفيدة بشأن درجة إصابة المحاصيل، وما يتعلق بوقت وعدد التطعيمات.
عكفت القوات الجوية الأمريكية في مصنع ترسانة جبال روكي في الفترة من يناير 1962 وحتى أكتوبر 1969 على استخلاص وتنقية عامل صدأ القمح الجذعي الممرض للنبات، والمعروف باسم العامل تي إكس وتطويره كسلاح بيولوجي في إطار برنامج سلاح الجو البيولوجي لمكافحة المحاصيل. زُرعت الحبوب المعالجة بالعامل الممرض تي إكس في منطقة ترسانة إيدجوود في الفترة ما بين عامي 1962-1968 وفي الأقسام 23-26 من جبال روكي. نُقل العامل الممرض غير المعالج إلى قاعدة بيل للقوات الجوية الأمرية في شاحنات مبردة للتنقية والتخزين، ثم حُفظ في الثلاجة حتى تحميله في قنابل متخصصة مأخوذة من قنابل المطويات التي استخدمت في نشر المنشورات الدعائية خلال الحرب. كانت القنبلة إم-115 المضادة للمحاصيل، والمعروفة أيضًا باسم قنبلة الريش، أو قنبلة إي-73، قنبلة عنقودية بيولوجية أمريكية مصممة لإطلاق صدأ ساق القمح. يمثل نشر قنبلة إم-115 قدرة الحرب البيولوجية الأولى للولايات المتحدة، وإن كانت محدودة، ضد المحاصيل.
اعترفت وكالة المخابرات المركزية الأمريكية في منتصف سبعينياتب القرن العشرين أنها طورت واختبرت طرقًا ميدانية لشن هجمات سرية يمكن أن تسبب أضرارًا جسيمة للمحاصيل الزراعية.

## عوامل صناعة الامطار
كانت عملية بوب أي عبارة عن برنامج عالي الدقة لتعديل الطقس في منطقة جنوب شرق آسيا خلال الفترة ما بين عامي 1967-1972 طور البرنامج من خلال بحث أجري في جزيرة أوكيناوا اليابانية ومواقع أخرى. ويوضح تقرير بعنوان صناعة الأمطار في جنوب شرق آسيا استخدام مركبات يوديد الرصاص، ويوديد الفضة التي قامت الطائرات بنشرها في برنامج طُور في ولاية كاليفورنيا في محطة الأسلحة الجوية البحرية في بحيرة الصين، واختبر في كل من أوكيناوا، وغوام، والفلبين، وتكساس، وفلوريدا كجزء من برنامج دراسة الإعصار الذي يسمى مشروع ستورمفوري. يُزعم أيضًا أن برنامج تعديل الطقس الكيميائي الذي أجري من تايلاند على كل من كمبوديا ولاوس وفيتنام كان تحت رعاية وزير الخارجية الأمريكي هنري كيسنجر ووكالة المخابرات المركزية دون إذن من وزير الدفاع ملفين ليرد الذي نفى بشكل قاطع أمام الكونجرس أن يكون هناك برنامج موجود لتعديل الطقس للاستخدام كسلاح تكتيكي. استخدم البرنامج للحث على هطول الأمطار، وإطالة موسم الرياح الموسمية في شرق آسيا لدعم جهود الحكومة الأمريكية المتعلقة بالحرب في جنوب شرق آسيا.
ارتبط استخدام برنامج عسكري للتحكم في الطقس بتدمير المحاصيل الغذائية للعدو. ولكن لم يوثق حتى الآن ما إذا كان برنامج تعديل الطقس مرتبطًا بأي من برامج الأسلحة الكيميائية والبيولوجية. إلا أنه من المؤكد أن بعض مبيدات الأعشاب التي استخدمت للأغراض العسكرية في فيتنام كانت تتطلب هطول الأمطار لكي يتم امتصاصها في التربة. ومن الناحية النظرية، فإن أي برنامج لتطوير أحد أسلحة الحرب الكيميائية والبيولوجية يستخدم البعوض أو الفطريات كان سيستفيد أيضًا من فترات هطول الأمطار الطويلة، إذ يحدث تكوُّن نثر الأرز على الأوراق المريضة عندما تقترب الرطوبة النسبية من 100٪. وتشير القياسات المعملية إلى زيادة معدلات التبويض مع طول الوقت الذي تسود فيه الرطوبة النسبية 100٪.